# Antholyza
- Commons
- Wikispecies

Antholyza L. é um género botânico pertencente à família Iridaceae.

## Sinonímia
- Babiana Ker Gawl. ex Sims

## Espécies
- Antholyza aethiopica
- Antholyza lucidor
- Antholyza meriana
- Antholyza merianella
- Antholyza plicata
- Antholyza ringens
- Lista completa

## Classificação do gênero
| Sistema | Classificação                     | Referência               |
| ------- | --------------------------------- | ------------------------ |
| Linné   | Classe Triandria, ordem Monogynia | Species plantarum (1753) |